# Landau–Ramanujans konstant
Inom matematiken är Landau–Ramanujans konstant en matematisk konstant som förekommer inom talteori då man studerar hur stor andel av heltalen som går att skriva som summan av två kvadrater.
Låt N(x) vara antalet positiva heltal mindre än x som kan skrivas som summan av två heltalskvadrater. Då är Landau–Ramanujans konstant
{\displaystyle \lim _{x\rightarrow \infty }{\frac {N(x){\sqrt {\ln(x)}}}{x}}\approx 0.76422365358922066299069873125.}
Konstanten upptäcktes oberoende av Edmund Landau och Srinivasa Ramanujan.